# Сибгатуллін Раїф Гиніятулович
Раїф Гиніятулович Сибгатуллін (нар. 4 червня 1957, Свердловськ, Луганська область, УРСР) — радянський футболіст, захисник.

## Життєпис
Вихованець ДЮСШ «Шахтар», перший тренер — Г. І. Бровкін. Випускник спортінтернату (Луганськ), тренер – Юрій Ращупкін.
У складі луганської «Зорі» 1981 року провів один матч.
Виступав також у командах «Рубін» (Казань), «Крила Рад» (Куйбишев), «Турбіна» (Набережні Челни).
За «Крила Рад» провів три матчі у вищій лізі у 1979 році проти: «Шахтаря» Донецьк (0:3), динамівців Москви (0:1) й Тбілісі (1:3).
Мешкає у Казані.

## Досягнення
- Перша ліга СРСР
  -  Чемпіон (1): 1978